# دانیل مک کاللی
دانیل مک کاللی (انگلیسی: Danielle McCulley؛ زادهٔ ۱۸ ژانویهٔ ۱۹۷۵) بازیکن بسکتبال اهل ایالات متحده آمریکا است.
وی در مسابقات کشوری و بین‌المللی در مجموع برندهٔ ۱ مدال برنز شده‌است.